# Atheta laevicauda
Atheta laevicauda är en skalbaggsart som beskrevs av J. Sahlberg 1876. Atheta laevicauda ingår i släktet Atheta, och familjen kortvingar. Arten är reproducerande i Sverige.